# Оберштабсєфрейтор
Оберштабсєфрейтор (нім. Oberstabsgefreiter) — військове звання сержантського складу в Бундесвері. Звання оберштабсєфрейтора розташовується за військовою ієрархією між військовими званнями штабсєфрейтор та унтерофіцер.

Нашивка оберштабсєфрейтора Крігсмаріне